# Giuseppe D'Abundo
Giuseppe D'Abundo (Barletta, 21 febbraio 1860 – Napoli, 29 dicembre 1926) è stato un neurologo e psichiatra italiano.

## Biografia

### Gli anni della formazione
Nacque a Barletta il 21 febbraio 1860, da Emmanuele, maestro di cappella, e da Maria Michele Di Nunno.
Compì gli studi liceali presso il Collegio di Altamura. Nel 1878 si iscrisse alla Facoltà di Medicina dell'Università di Napoli, dove conseguì la laurea nel 1884.
Suo maestro fu Leonardo Bianchi, uno dei padri della neuropsichiatria in Italia, di cui aveva seguito già nel 1883 un corso privato. Frequentò l'ospedale San Francesco di Sales e quello di Gesù e Maria, sede di un primo nucleo di una clinica psichiatrica. Fu dapprima assistente del professore Giuseppe Buonomo, incaricato dell'insegnamento di psichiatria, e lavorò assiduamente con i professori Luciano Armanni e Leonardo Bianchi, dedicandosi soprattutto allo studio dell'istologia e patologia e della clinica delle malattie nervose. Pubblicò il suo primo studio Ricerche cliniche sui disturbi visivi dell'epilessia sulla rivista "La psichiatria, la neuropatologia e le scienze affini", diretta dal professore Buonomo e redatta da Leonardo Bianchi, e, nel 1885, fece parte del comitato di redazione della stessa rivista.
Gli anni trascorsi a Napoli furono decisivi per la sua formazione. Sotto la guida degli insigni maestri Leonardo Bianchi, Giuseppe Buonomo, Luciano Armanni, Francesco Vizioli, che sono stati i fondatori della scuola neuropsichiatrica napoletana, dell'anatomopatologo Otto von Schron e del fisiologo e istologo Giovanni Paladino, D'Abundo completò la sua specifica preparazione e sviluppò la sua inclinazione verso la pratica clinica e la ricerca di laboratorio.
Egli fu partecipe del notevole fervore scientifico della città partenopea; a Napoli fiorivano, infatti,  studi scientifici di una certa rilevanza, come quelli sull'ipnotismo. L'ipnotismo, per opera di Charles Robert Richet nel 1875 e di Jean-Martin Charcot nel 1878, incominciò ad essere utilizzato a scopo terapeutico, specialmente dopo le applicazioni fatte da Charcot nelle isteriche dell'ospedale parigino della Salpêtrière, e in tutta Italia si moltiplicarono studi e osservazioni. A Napoli, nel 1884, il professore Enrico De Renzi tenne conferenze all'Università sull'ipnotismo per mostrare i vantaggi che la terapia neuropsichiatrica avrebbe potuto ottenere dalla sua utilizzazione e studi sull'ipnotismo furono fatti da Leonardo Bianchi e da Giuseppe D'Abundo nel manicomio San Francesco di Sales, diretto dal professor Giuseppe Buonomo.

### La carriera accademica
Nel 1887 D'Abundo si trasferì all'Università di Pisa, su consiglio dei professori Armanni e Bianchi.
Fu dapprima aiuto del professore Beniamino Sadun, titolare della cattedra di Medicina legale e di Psichiatria, poi conseguì la libera docenza in psichiatria, ottenendo l'incarico dell'insegnamento di questa disciplina. Durante il periodo pisano pubblicò numerose memorie su riviste scientifiche italiane e straniere.
Nel 1894 partecipò al concorso per la cattedra di Psichiatria dell'Università di Palermo. D'Abundo non risultò vincitore,  ma ottenne una relazione favorevole e l'«eleggibilità con voti favorevoli unanimi». La Commissione lo propose per la nomina di Professore straordinario di Psichiatria presso l'Università di Cagliari, nomina che egli ottenne nello stesso anno.
Nonostante sia rimasto in Sardegna soltanto per un anno, D'Abundo riuscì, con notevole capacità organizzativa, a promuovere la fondazione di un istituto e di una clinica psichiatrica.
Nel 1895 fu nominato professore straordinario di Psichiatria presso l'Università di Catania, dove rimase per circa un trentennio. Nel 1896 e nel 1897, nella città siciliana, tenne anche corsi liberi di Antropologia culturale che furono molto seguiti. Per l'inaugurazione dell'anno accademico 1897-98, sotto il Rettorato del cavalier Capparelli, tenne una relazione molto interessante sul tema: Evoluzione psicologica ed evoluzione sociologica alla fine del secolo diciannovesimo.  Da gennaio 1898 divenne Ordinario di Psichiatria e Clinica psichiatrica e dal 1903 Ordinario di Clinica delle malattie nervose e mentali. Fu incaricato dell'insegnamento di Medicina legale negli anni accademici 1901-1902 e 1911-1912. Fu anche Preside della Facoltà di Medicina e chirurgia nell'anno accademico 1903-1904. A Catania si prodigò per la realizzazione e, poi, per l'ampliamento di una clinica psichiatrica che fu considerata dai contemporanei una delle più attrezzate e moderne d'Italia.
Nel 1907 fondò la "Rivista italiana di neuropatologia, psichiatria ed elettroterapia". Fu tra i fondatori della  Società italiana di neurologia (SIN), il cui primo Congresso si svolse a Napoli l'8 aprile 1908, nel Salone Principe, con discorso d'inaugurazione del professore Bianchi. Durante la permanenza in Sicilia numerose e rilevanti furono le ricerche dello studioso in campo neurofisiologico e neuropatologico. D'Abundo ebbe infatti l'opportunità di raccogliere un vasto numero di storie cliniche nel 1908, durante il terremoto di Messina, e, tre anni dopo, durante la guerra italo-turca.
Durante la prima guerra mondiale diresse, poi, il Centro neuropsichiatrico del XII corpo d'armata e delle truppe d'oltremare che fu istituito a Catania per il ricovero di quattrocento soldati. L'esperienza fatta nel centro e soprattutto l'opera di controllo medico-legale per l'assegnazione delle pensioni di guerra gli fornirono dati e materiali per numerose pubblicazioni sui traumi cranici e della colonna vertebrale e gli permisero di ottenere, in seguito, la nomina di Grande Ufficiale dell'Ordine della Corona d'Italia.

### Il ritorno a Napoli
Nel 1923 si trasferì presso l'Università degli studi di Napoli, dove occupò la cattedra di clinica delle malattie nervose e mentali che Leonardo Bianchi aveva dovuto lasciare, per raggiunti limiti di età. Durante il sesto Congresso della  Società italiana di Neurologia, organizzato proprio a Napoli nel 1923, D'Abundo tenne un'interessante relazione; dopo aver rivolto il saluto e i ringraziamenti per l'opera svolta a Leonardo Bianchi che si era ritirato dall'insegnamento, affermò che le nuove conquiste della scienza avevano imposto una revisione del patrimonio scientifico neurologico e che revisione significava processo di acuta selezione e non annientamento di un passato di indagini, perché nella scienza non si doveva essere né ultraconservatori né anarchici. Dichiarò, poi, che dal connubio armonico ed equilibrato tra clinica e indagini di laboratorio la neuropatologia avrebbe ottenuto brillanti risultati. D'Abundo, infatti, anche a Napoli continuò a svolgere con grande entusiasmo l'attività di studioso e di ricercatore.  Nonostante le difficoltà del periodo postbellico e la crisi economica, riuscì a ottenere dall'Amministrazione comunale e da quella provinciale un consistente contributo annuale che gli consentì di continuare la sua attività di ricerca e anche di provvedere alle necessità della clinica neuropsichiatrica.
Nel 1924 decise insieme a Leonardo Bianchi di fondere in un'unica rivista "La Rivista italiana di neuropatologia, psichiatria ed elettroterapia", diretta da lui, e "Annali di neurologia", periodico diretto da Leonardo Bianchi, con l'intento di pubblicare su un'unica rivista gli studi e le ricerche più significative che si facevano in Italia. La nuova rivista assunse il nome di "Neurologica", ma ebbe una vita «stentata e faticosa». Nell'estate del 1926 Giuseppe D'Abundo decise, perciò,  d'interrompere la pubblicazione del periodico e, contemporaneamente, Leonardo Bianchi progettò la rinascita della rivista "Annali".
Giuseppe D'Abundo fu membro, oltre che della Società neurologica italiana, della Società italiana di oto-neuro-oftalmologia, della Accademia delle scienze medico-chirurgiche di Napoli, della Società fra i cultori di scienze naturali di Cagliari, della Accademia Gioenia di Catania e corrispondente di numerose istituzioni scientifiche straniere.
Fu componente della Commissione di vigilanza sui manicomi delle province di Catania, Salerno e Napoli e Consulente delle ferrovie italiane e delle ferrovie siciliane.
Morì a Napoli il 29 dicembre 1926.

## Lo studioso e il ricercatore
D'Abundo affrontò studi classici di neuroanatomia, ma dette un notevole contributo anche alla neuropatologia. Durante la sua attività di ricercatore mostrò interesse per ogni corrente di pensiero, per ogni tecnica innovativa, per ogni scoperta scientifica.
Al periodo pisano risalgono le sue ricerche sulla marcata azione battericida e tossica del sangue dei malati di mente; egli giunse alla conclusione che in questo tipo di malati esisteva una scarsissima predisposizione a contrarre malattie infettive.
D'Abundo studiò per un lungo periodo la tabe dorsale (la paralisi progressiva che rappresenta il terzo stadio della sifilide), nel tentativo di chiarirne l'eziopatogenesi e la clinica e compì ricerche ispirate al localizzazionismo, all'individuazione cioè di lesioni localizzate nel sistema sistema nervoso correlate a precisi sintomi o a costellazioni di questi (le sindromi).
Si dedicò anche allo studio dei disturbi oculo-pupillari nelle sindromi neurologiche, allo studio delle vie linfatiche del cervello, della fisiologia del talamo ottico, delle afasie e dei disturbi funzionali del linguaggio, dell'aspetto fisiologico delle turbe psichiche, della rigenerazione del tratto midollare nei gangli vertebrali. Particolarmente interessanti furono le sue ricerche sulle atrofie cerebrali in animali appena nati; egli dimostrò che la distruzione di un'area corticale apportava disturbi alla normale funzionalità e poteva causare atrofie del cranio e un arresto di sviluppo nell'emisfero del lato dell'area corticale interessata ma anche in quello opposto.
Egli può essere considerato un precursore della sieroterapia e della malarioterapia; infatti, cercò di dimostrare come l'iniezione di siero di sangue di persone affette da paralisi progressiva avanzata, in soggetti colpiti dalla stessa patologia ma in forma meno grave, producesse una «sorta di attività riordinatrice dal punto di vista psichico».
In psichiatria si occupò in particolar modo di isteria e ipnotismo. Fu sostenitore della teoria della polarizzazione psichica di Leonardo Bianchi, che derivò la sua teoria dalle esperienze del cosiddetto magnetismo animale di Alfred Binet e Charles Feré; studiò anche le conseguenze neurologiche e psichiatriche di fatti traumatici, interessandosi soprattutto delle malattie neuropsichiatriche conseguenti agli incidenti ferroviari (railway spine) e seguendo le teorie di Jean Martin Charcot e del suo allievo Joseph Babinski.
Di particolare interesse sono gli studi del professore D'Abundo sugli stati nevrotici conseguenti al terremoto di Messina e Reggio del 1908 e sui traumi di guerra.
Il neuropsichiatra sostenne in più lavori la tesi della responsabilità causale di fatti tossici e infettivi nella genesi delle malattie mentali, teoria errata ma che ha elementi di modernità per l'individuazione del rapporto tra sistema nervoso e immunitario. Il problema psichiatrico fu affrontato dallo studioso anche dal punto di vista sociale,  attraverso la lotta ai fattori da cui si riteneva che traessero origine la maggior parte delle malattie mentali.
Il suo impegno si concretizzò nella promozione dell'Associazione dell'igiene mentale e di quella antitubercolare. D'Abundo svolse anche un'efficace azione contro l'alcolismo, le malattie veneree, il gozzismo endemico e la pellagra.

### Gli studi sulle proiezioni cinematografiche e sulle impronte digitali
D'Abundo nei suoi studi s'interessò anche dell'uso clinico del cinematografo e nel 1911, in un articolo pubblicato sulla rivista da lui diretta e recensito dai maggiori periodici stranieri, propose l'abolizione delle scene terrificanti dalle proiezioni cinematografiche, ritenendo che esse avrebbero potuto causare, in soggetti dalla debole personalità,  l'insorgenza di particolari forme psicotiche. Lo studioso sosteneva, infatti, che le proiezioni cinematografiche con «bozzetti fantastici o tragici» avrebbero potuto determinare in soggetti nevrotici particolari «turbe intellettuali».
La proiezione cinematografica che sviluppava «un'azione tragico-criminosa e fantastico-magica», secondo la teoria dello studioso, non agiva determinando uno shock nel sistema centrale, ma esplicava silenziosamente la sua influenza. La sintomatologia psicopatica si sviluppava in seguito velocemente come una vera esplosione. Il meccanismo di azione del cinematografo, secondo D'Abundo,  non era noto a molti spettatori e «l'incomprensibile, psicologicamente, risveglia il sentimento del meraviglioso e dell'occulto che,  nel silenzio della notte, assume proporzioni colossali, specialmente nei fanciulli predisposti ereditariamente e intimoriti precedentemente da racconti di magia».
Nei casi di studio D'Abundo rilevò quindi che il quadro allucinatorio completo si sviluppava poche ore dopo la rappresentazione cinematografica, forse perché, per chi non conosceva il meccanismo di produzione delle azioni cinematografiche, esse rappresentavano vere e proprie allucinazioni rievocate  «nelle ore notturne al completo o in qualche dettaglio»,  e che «le proiezioni informate a soggetti di occultismo o riproducenti episodi della patologia mentale» agivano come le pratiche spiritualistiche che facevano insorgere forme psicopatiche «nei soggetti ereditariamente predisposti».
D'Abundo dette anche un contributo alla studio delle impronte digitali, sulla scorta delle indagini di Francis Galton in Inghilterra e di Cesare Lombroso in Italia, e per questo lavoro divenne famoso a livello internazionale.

## Lapide
Una lapide venne posta a futura memoria nella sede della Clinica psichiatrica presso l'Ospedale municipale Garibaldi di Catania, oggi Azienda Ospedaliera di Rilievo Nazionale e di Alta Specializzazione Garibaldi.

## Opere principali
- Le lesioni della vescica e della prostata nella paralisi generale progressiva. Studio clinico ed anatomopatologico, in  "La Psichiatria, la neuropatologia e le scienze affini", 4, 1886, pp. 1–21
- Nuove ricerche nell'ipnotismo, in "La psichiatria", 1886
- Die in's Gehirn und Ruckenmark herabsteigenden experimentalen Degenerationem als Beitrag zur Lehre von den cerebralen Localisirungen, in "Neurologisches Centrabaltt", 5, 1886
- Sulle nevriti periferiche infettive sperimentali. Nevriti determinate da inoculazioni del bacillo del tifo e dello pneumococco di Fried Under, in "La Riforma medica", 3, 1887, pp. 1142–44
- Sulla colorazione dei terreni di cultura dei microorganismi e sui nuovi caratteri biologici che possono rilevarvisi - Ricerche batteriologiche, Pisa, Istituto psichiatrico e di medicina legale della Università di Pisa, Tipografia Nistri,   1887
- Contributo alla studio delle impronte digitali, Nota preventiva, Istituto psichiatrico e di medicina legale della Università di Pisa diretto dal professore Sadun, Tipografia Nistri, Pisa, 1891
- Sulle distrofie muscolari progressive, Catania, 1897
- Atrofie cerebrali sperimentali, Catania, 1902
- Stati nevropatici consecutivi al terremoto del 28 dicembre 1908 in Sicilia, in "Rivista italiana di Neuropatologia, psichiatria ed elettroterapia" 2 o, 1909, pagg. 49-60
- Sovra alcuni particolari effetti delle proiezioni cinematografiche nei nevrotici, in "Rivista italiana di Neuropatologia, psichiatria ed elettroterapia", 5 o, 10, 1911
- Turbe neuropsichiche consecutive alle commozioni della Guerra italo-turca, Tipografia Galatola, 1913
- Alterazioni nel Sistema nervoso centrale, consecutive a particolari commozioni traumatiche,  Tipografia Galatola, 1916
- Sui traumi di guerra alla colonna vertebrale, Tipografia Giannotta, 1918
- Il momento attuale della clinica neuropatologica e psichiatrica, in  "Riforma medica", 11º, 1924, pagg. 73-76
- Sopra alcune particolarità anatomiche evolutive del nevrasse e loro importanza in neuro-psicopatologia, in "Riforma medica", 62º, 1926, pagg. 73-75